# Alexandre Bioussa
Alexandre Jacques Joseph Baptiste Henri Bioussa (ur. 17 marca 1901 w Tuluzie, zm. 14 września 1966 tamże) – francuski rugbysta grający na pozycji rwacza, olimpijczyk, zdobywca srebrnego medalu w turnieju rugby union na Letnich Igrzyskach Olimpijskich w 1924 roku w Paryżu, mistrz Francji w 1923, 1924, 1926 i 1927 roku.

## Kariera sportowa
W trakcie kariery sportowej reprezentował klub Stade Toulousain, z którym zdobył tytuł mistrza Francji w 1923, 1924, 1926 i 1927 oraz wystąpił w finale w 1921  roku.
Z reprezentacją Francji zagrał w turnieju rugby union na Letnich Igrzyskach Olimpijskich 1924. Wystąpił w jednym meczu tych zawodów – 18 maja Francuzi przegrali z USA 3–17. Wygrywając z Rumunami, lecz przegrywając z USA zajęli w turnieju drugie miejsce zdobywając tym samym srebrne medale igrzysk.
W reprezentacji Francji, także jako kapitan, w latach 1924–1930 rozegrał łącznie 21 spotkań zdobywając 9 punktów.
Po zakończeniu kariery sportowej został trenerem, m.in. w  Stade lavelanétien.